# My Superhero Family
My Superhero Family (Originaltitel: No Ordinary Family) ist eine US-amerikanische Science-Fiction-Fernsehserie von Greg Berlanti, die von 2010 bis 2011 von den ABC Studios für den US-Sender American Broadcasting Company produziert wurde.
Am 13. Mai 2011 wurde die Serie von ABC aufgrund schwacher Quoten eingestellt.

## Handlung
Die Familie Powell ist eigentlich eine normale amerikanische Familie. Jim Powell ist ein frustrierter Phantombild-Zeichner der Polizei. Er ist verheiratet mit Stephanie, einer brillanten und erfolgreichen Wissenschaftlerin. Obwohl sie einander immer noch lieben, hat ihre Ehe den Reiz verloren. All das ändert sich aber, als Stephanie Jim und ihre zwei Kinder im Teenager-Alter mit auf eine Forschungsreise in das Amazonasbecken nehmen will. Das Flugzeug der Powells stürzt in den Amazonas. Obwohl die Familienmitglieder den Absturz zunächst unbeschadet überstehen, merken sie, dass sich etwas an ihnen verändert hat. Jeder von ihnen verfügt seitdem über eine einzigartige Fähigkeit, die man ansonsten nur bei Superhelden findet.

## Figuren

### Jim Powell
Jim ist mit Stephanie seit 16 Jahren verheiratet und der Vater von Daphne und JJ. Er ist ein gescheiterter Künstler, der nun bei der Polizei als Phantombildzeichner arbeitet. Er befürchtete, dass seine Familie sich auseinanderlebt; daher hatte er die Idee, einen Familienurlaub zu unternehmen. Seine besondere Fähigkeit ist, dass er ziemlich stark und somit fast unbesiegbar ist. Außerdem kann er sehr hoch und weit springen und ist gegen Feuer und Elektrizität beständig.

### Stephanie Powell
Stephanie ist mit Jim seit 16 Jahren verheiratet und die Mutter von Daphne und JJ. Sie ist eine erfolgreiche Naturwissenschaftlerin und die bisher jüngste Vizepräsidentin der Forschungsabteilung bei Global Tech. Mit ihren neuen Kräften bewältigt sie ihre Arbeit in kürzester Zeit und nutzt die freigewordene Zeit, um sie mit ihrer Familie zu verbringen. Als Wissenschaftlerin nutzt sie ihre Kräfte mit Vorsicht. Sie macht sich zur Aufgabe, herauszufinden, woher diese Kräfte kommen, um ihre Familie gegebenenfalls zu schützen. Sie hat die besondere Fähigkeit, sehr schnell zu rennen. Im weiteren Verlauf der Serie spritzen ihr Jim und Dr.King das Serum, um ihr Leben zu retten. Dadurch verändert sich ihre Fähigkeit, dass sie in der Lage ist, so schnell zu rennen, um durch die Zeit zu reisen.

### Daphne Powell
Daphne ist die Tochter von Jim und Stephanie und die ältere Schwester von JJ. Sie ist 16 Jahre alt, ein intelligenter Teenager und in der Schule einigermaßen beliebt. Sie hat am Anfang der Serie Probleme mit ihren neuen Kräften und muss lernen, diese zu kontrollieren. Sie hat telepathische Fähigkeiten und kann Gedanken lesen. Ihre Fähigkeit entwickelt sich im Verlauf der Serie weiter und erlaubt ihr nicht nur Gedanken zu lesen, sondern diese auch zu kontrollieren.

### Jim Junior „JJ“ Powell
JJ ist der Sohn von Jim und Stephanie und der jüngere Bruder von Daphne. Bis er seine neuen Kräfte entdeckt und zum Genie wird, gilt er als der Dümmste der Familie. Er ist 14 Jahre alt und durch seine neu erworbene Fähigkeit ist er in der Lage, innerhalb kürzester Zeit Dinge zu erlernen und zu verstehen.

### Katherine „Katie“ Andrews
Katie ist Stephanies Arbeitskollegin und arbeitet mit ihr gemeinsam bei Global Tech. Sie ist als Außenseiterin aufgewachsen und flüchtet in die Welt von Comics und Superhelden. Sie bewundert Stephanie und würde gerne ihre Freundin sein. Als Stephanie ihr erzählt, dass sie Superkräfte besitze, erkennt Andrews die Chance, mit ihrem Wissen über Superhelden eine enge Vertraute von Stephanie zu werden. Sie beginnt später eine Beziehung mit Joshua, einem der Patienten von Dr. King. Die beiden wollen heiraten, trennen sich aber aufgrund der schwierigen Umstände wieder. Später erfährt sie, dass sie von ihm schwanger ist und erhält, durch das Baby, telekinetischen Fähigkeiten.

### George St. Cloud
George ist seit ihrer gemeinsamen Studienzeit Jims bester Freund. Er ist der stellvertretende Staatsanwalt von Pacific Bay. Trotz seines guten Jobs ist er unzufrieden mit seinem Leben, unter anderem wegen seiner zwei gescheiterten Ehen. Da er auf der Suche nach Abenteuern ist, kommt ihm die Nachricht von Jim, dass dieser Superkräfte besitzt, gelegen. Er erkennt, dass Jim und er die Arbeit der Polizei von Pacific Bay übernehmen und die Stadt dadurch sicherer machen könnten.

### Dr. Dayton King
Dr. Dayton ist Stephanies Chef bei Global Tech. Er hat sich bis zum obersten Posten bei Global Tech hochgearbeitet. Mit seinem Wissen und seiner Erfahrung ist er der perfekte Mentor für Stephanie, die ihren Fortschritt weitgehend ihm zu verdanken hat. Im Verlauf der Serie erfährt die Familie von Dr. Kings Experimenten an Straftätern, welche zur Erschaffung neuer Superhelden bzw. Superschurken geführt hat, mit denen Familie Powell des Öfteren zu tun hat. Am Ende der Serie wird bekannt, dass Dr. King nur ein Handlanger war und im Auftrag einer höherstehenden Organisation gehandelt hat, die von Helen Burton (Lucy Lawless) geleitet wurde. Deren Auftrag war die Erschaffung von Superwesen mit permanenten Superkräften, wie die der Familie Powell.
Im Verlauf der Serie wird bekannt, dass Dr. Dayton King sich selbst auch das Serum spritzt, nur damit er nicht an Krebs stirbt. Durch die Umstände, dass er an Krebs erkranken würde, hat er die Eigenschaft, nicht sterben zu können. In der letzten Episode spritzt er sich eine weitere Injektion von dem Serum und erlangt so Superkräfte. Er ist nach der Injektion stärker als Jim, so schnell wie Stephanie und kann wie Daphne die Gedanken anderer kontrollieren.

### Joshua
Joshua ist der Freund von Katie Andrews. Am Anfang gibt er sich als die erfundene Figur von JJ aus, namens Will. Er ist ein beauftragter Superheldenmörder von Dr. King. Seine Superkraft ist, dass er jede Person dazu bringen kann, alles zu vergessen, was in letzter Zeit passiert ist. Das wendet er auch einmal bei Daphne an, als sie erfahren hat, dass Joshua den ehemaligen Arbeitskollegen Dr. Chiles getötet hat. Außerdem kann er seine Gedanken blockieren, jedoch nicht die sichtbaren Gedanken, die Daphne durch Berühren der Hände herausfinden kann. Er ist außerdem von Dr. King beauftragt worden, die Familie Powell auszuspähen, da die Frau um ihre Forschung ein Geheimnis macht. Was Dr. King bis dahin noch nicht weiß, ist, dass Familie Powell Superkräfte hat und dies verschweigt und die Forschung für die Familie zur Aufklärung dient.

### Dr. Chiles
Dr. Chiles ist der ehemalige Arbeitskollege von Stephanie Powell. Er war nicht sehr beliebt, während er noch in der Firma gearbeitet hat. Er wurde gefeuert, weil er Stephanie nicht ausgespäht hat, wie von Dr. King erwartet wurde. Er wollte keine Tratschtante sein. Seitdem wurden die bösen Machenschaften auf Dr. Chiles herabgetragen und so zu Stephanie weitergegeben, da Stephanie nie erfahren durfte, dass Dr. King die weiteren Superbösewichte „herstellt“.
Er wurde in der 10. Folge durch eine Überdosis Schlafmittel von Joshua ermordet. Beauftragt wurde der Mord wieder einmal von Dr. King.

## Produktion
Am 25. Januar 2010 bestellte ABC eine Pilotfolge. Die Pilotfolge wurde von Greg Berlanti und Jon Harmon Feldman geschrieben. Regie zur Pilotfolge führte David Semel. Berlanti und Feldman sind die Executive Producer, zusammen mit Morgan Wandell.
Am 12. Mai 2010, berichtete Entertainment Weekly, dass ABC die Serie für die Season 2010/2011 bestellt hat. Nachdem ABC am 14. Oktober 2010 vier weitere Folgen bestellt hatte, erhielt die Serie am 25. Oktober 2010 eine volle Staffel mit 22 Folgen. Aufgrund von rückläufigen Quoten verkürzte ABC am 25. Februar 2011 die Anzahl an Episoden der ersten Staffel von 22 auf 20.

### Casting
Zuerst wurde die Rolle des Familienvaters Jim Powell mit Michael Chiklis besetzt, es folgte Autumn Reeser als Katie Andrews. Jims bester Freund wurde mit Romany Malco besetzt. Weitere Cast-Mitglieder wie Julie Benz als Jims Frau Stephanie Powell und Christina Chang als eine Polizistin, die zusammen mit Jim arbeitet, stießen März 2010 zum Cast. Zum Schluss wurden die Rollen der Daphne Powell mit Kay Panabaker und des JJ Powell mit Jimmy Bennett besetzt.
Am 3. Juni 2010 wurde bekannt, dass Donovan und Chang die Serie verlassen werden. Die Produzenten sagen, dass sie das Potential für spätere Gastauftritte hätten. Stephen Collins, der eigentlich nur für eine kleine Rolle spielen sollte, wurde Mitte Juni als Hauptcharakter promotet. Am 13. Juli 2010 gab Entertainment Weekly’s Michael Ausiello bekannt, dass Josh Stewart die Rolle als Watcher übernehmen wird.

## Besetzung und Synchronisation
Die deutsche Synchronisation entstand nach einem Synchronbuch von Kai Taschner (Folge 1–3), Cosima Kretz (ab Folge 4) und Heiko Feld und unter der Dialogregie von Kai Taschner durch die Synchronfirma FFS Film- & Fernseh-Synchron GmbH in München.

### Hauptbesetzung
| Rolle                  | Schauspieler    | Synchronsprecher     |
| ---------------------- | --------------- | -------------------- |
| Jim Powell             | Michael Chiklis | Walter von Hauff     |
| Stephanie Powell       | Julie Benz      | Claudia Lössl        |
| Daphne Powell          | Kay Panabaker   | Malika Bayerwaltes   |
| Jim Junior „JJ“ Powell | Jimmy Bennett   | Maximilian Belle     |
| Katie Andrews          | Autumn Reeser   | Maren Rainer         |
| George St. Cloud       | Romany Malco    | Thomas Wenke         |
| Dr. Dayton King        | Stephen Collins | Michael Schwarzmaier |

### Nebenbesetzung
| Rolle                   | Schauspieler    | Synchronsprecher       |
| ----------------------- | --------------- | ---------------------- |
| Der Beobachter / Joshua | Josh Stewart    | Jakob Riedl            |
| Det. Yvonne Cho         | Christina Chang | Karoline Guthke        |
| Mr. Litchfield          | Jason Antoon    | Claus-Peter Damitz     |
| Det. Frank Cordero      | Guillermo Díaz  | Mike Carl              |
| Mitch McCutcheon        | Tate Donovan    | Gerhard Acktun         |
| Dr. Francis Chiles      | Reggie Lee      | Crock Krumbiegel       |
| Amanda Grayson          | Amy Acker       | Ulla Wagener           |
| Victoria Morrow         | Rebecca Mader   | Solveig Duda           |
| Bailey Browning         | Katrina Begin   | Katharina Schwarzmaier |
| Kenny Barcly            | James Earl (II) | Simon Pearce           |
| Megan                   | Jonna Walsh     | Farina Brock           |
| Natalie                 | Katelyn Tarver  | Laura Maire            |

## Ausstrahlung
In den USA wurde die erste und einzige Staffel vom 28. September 2010 bis zum 5. April 2011 auf ABC ausgestrahlt. In Deutschland hat sich die RTL Group die Rechte an der Serie gesichert und entschieden sie auf Super RTL auszustrahlen. Dort startete die Serie am 12. Oktober 2011.

### International
Seit US-Start wird die Serie unter anderem in Italien, in Südamerika und im Vereinigten Königreich ausgestrahlt.

## Episodenliste
| Nr. | Deutscher Titel                | Originaltitel               | Erstausstrahlung USA | Deutschsprachige Erstausstrahlung (D) |
| --- | ------------------------------ | --------------------------- | -------------------- | ------------------------------------- |
| 1 | Familienbande                  | Pilot                       | 28. Sep. 2010        | 12. Okt. 2011                         |
| Die Ehe zwischen Jim und Stephanie Powell hat nach 16 Jahren Ehe ihren Reiz verloren. Das tägliche Familienleben besteht nur noch daraus, die Berufe und die Bedürfnisse ihrer Kinder unter einen Hut zu bekommen. Um dieser Situation zu entkommen, planen sie einen Familienurlaub, mit ungeahnten Folgen. Das Flugzeug stürzt in den Amazonas ab und bald darauf entdecken sie an sich Superkräfte. |                                |                             |                      |                                       |
| 2 | Neue Kräfte, neue Sorgen       | No Ordinary Marriage        | 5. Okt. 2010         | 19. Okt. 2011                         |
| Nach einem Banküberfall muss Jim eingestehen, dass es gar nicht so einfach ist, sich über seine Superkräfte klar zu werden. Seine Frau Stephanie versucht zu untersuchen, warum sie diese Superkräfte besitzen, die Wasserprobe aus dem Dschungel ist jedoch wertlos. Daphne hat Probleme damit, die Stimmen ihrer Mitmenschen aus ihrem Kopf zu kriegen. Und niemand glaubt JJ, dass er Matheaufgaben so einfach lösen kann, vor allem sein Mathelehrer hält ihn für einen Betrüger. |                                |                             |                      |                                       |
| 3 | Jäger des verlorenen Rings     | No Ordinary Ring            | 12. Okt. 2010        | 26. Okt. 2011                         |
| Die Familie Powell ist auf die Hochzeitsfeier ihrer Babysitterin eingeladen. Während der Feier ereignet sich ein Überfall, bei dem allen Anwesenden ihre Wertsachen abgenommen werden. Jim beschließt, sich den Ehering seiner Frau wieder zu holen. Auch im Labor von Stephanie läuft alles gut, sie muss nur noch einen Bluttest bestehen. Daphne ist aufgelöst, denn die Freunde ihrer Eltern wissen das Geheimnis, doch sie braucht auch jemanden zum Reden. JJ hat erneut ein gutes Resultat bei einer Prüfung erreicht. Das ist auch seiner Schulkameradin Sara aufgefallen. |                                |                             |                      |                                       |
| 4 | Selbstjustiz                   | No Ordinary Vigilante       | 19. Okt. 2010        | 2. Nov. 2011                          |
| — |                                |                             |                      |                                       |
| 5 | Schockwellen                   | No Ordinary Quake           | 26. Okt. 2010        | 9. Nov. 2011                          |
| — |                                |                             |                      |                                       |
| 6 | Ein teures Billardspiel        | No Ordinary Visitors        | 9. Nov. 2010         | 16. Nov. 2011                         |
| — |                                |                             |                      |                                       |
| 7 | Nichts als Ärger mit der Mafia | No Ordinary Mobster         | 16. Nov. 2010        | 23. Nov. 2011                         |
| — |                                |                             |                      |                                       |
| 8 | Gefährliche Aussetzer          | No Ordinary Accident        | 23. Nov. 2010        | 30. Nov. 2011                         |
| — |                                |                             |                      |                                       |
| 9 | Ein verrückter Hochzeitstag    | No Ordinary Anniversary     | 30. Nov. 2010        | 7. Dez. 2011                          |
| — |                                |                             |                      |                                       |
| 10 | Partner, nicht Helfer!         | No Ordinary Sidekick        | 7. Dez. 2010         | 14. Dez. 2011                         |
| — |                                |                             |                      |                                       |
| 11 | Wer Freunde hat …              | No Ordinary Friends         | 4. Jan. 2011         | 21. Dez. 2011                         |
| — |                                |                             |                      |                                       |
| 12 | Unter Brüdern                  | No Ordinary Brother         | 11. Jan. 2011        | 28. Dez. 2011                         |
| — |                                |                             |                      |                                       |
| 13 | Nachsitzen                     | No Ordinary Detention       | 18. Jan. 2011        | 28. Dez. 2011                         |
| — |                                |                             |                      |                                       |
| 14 | Im Nebel der Erinnerung        | No Ordinary Double Standard | 8. Feb. 2011         | 4. Jan. 2012                          |
| — |                                |                             |                      |                                       |
| 15 | Vorsicht! Doppelgänger!        | No Ordinary Powell          | 15. Feb. 2011        | 11. Jan. 2012                         |
| Eine beauftragte Doppelgängerin versucht, Jim umzubringen. Sie kann sich in jede beliebige Person verwandeln. Jim findet heraus, dass die Doppelgängerin seine Familie ausspäht. Dr. King hat sie engagiert, Jim zu töten, weil er in Stephanie verliebt ist. Am Ende schafft es Jim, die Frau zu eliminieren und Stephanie schafft es den Tod geheim zu halten. JJ und Daphne versuchen einen Mord zu klären und geraten in Gefahr. Jim schafft es seine Kinder zu retten und die Polizei zu verständigen. Der erste Mord, den JJ und Daphne geklärt haben, ging um einen Anhänger, der gestohlen wurde. Der Anhänger gehörte der Mutter von JJs Ex-Freundin. |                                |                             |                      |                                       |
| 16 | Verliebt, verlobt, … und dann? | No Ordinary Proposal        | 22. Feb. 2011        | 18. Jan. 2012                         |
| Katie und Joshua wollen heiraten. Bei einer Verbrecherjagd hält Jim ein paar Kugeln von sich selbst ab und verschiebt sie aus Versehen auf eine andere Person. Diese wird tödlich verwundet. Der Fall in der Serie geht darum, dass Geldautomaten ausgeraubt werden. Jim und George verdächtigen übrigens Chris, den Freund von Daphne, das Serum während der Verlobungsfeiern gestohlen zu haben. Dies hat er auch getan, aber nicht für sich selbst, sondern für seinen Vater. Vor zwei Jahren hatten die beiden einen Autounfall, jetzt kann er durch das Serum wieder laufen. Es stellt sich heraus, dass der Vater von Chris die Geldautomaten ausraubt, weil er Geldprobleme hat. Am Ende kommen Daphne und Chris zusammen, JJ steigt in den Mathekurs von seinem Lehrer ein und hat noch Gefühle für Natalie. Außerdem stellt sich heraus, dass die verletzte Person am Anfang, die die Kugel abbekam, einen Tumor hatte. Dieser wurde nur wegen der Kugel gefunden. Er wird wieder gesund, somit hat Jim also wieder ein Leben gerettet. Katie und Joshua trennen sich und Joshua zieht um. Mr. Litchfield, der Lehrer von JJ, hat sich zusammen getan mit Dr. King, um sein Gehirn zu testen, was sie allerdings nur als Vorwand nutzen und JJ noch nichts von den Machenschaften seiner Mitmenschen weiß. |                                |                             |                      |                                       |
| 17 | Mit den Waffen einer Frau      | No Ordinary Love            | 1. März 2011         | 25. Jan. 2012                         |
| Ein neuer Häftling namens Winneck ist verwundet und kann nur hinter Gittern sterben. Dr. King führt eine Injektion durch und somit ist ein neuer Superschurke geboren, doch Dr. King denkt nach wie vor, er heile Leben. Daphne setzt ihre Superkräfte zum eigenen Vorteil ein, um ihrem Freund zu helfen, seinen Job zu behalten. George verliebt sich in eine Frau, die auch Superkräfte hat. So wie Daphne kann sie Personen dazu zwingen, Dinge zu tun, die man nicht selber erledigen möchte. Chris schöpft Verdacht, dass seine Freundin Daphne und ihre Familie Superkräfte hat. Auch Jim verliebt sich in Sophie, die Frau mit den Superkräften, allerdings nur wegen ihrer Superkräfte. Jim zerstört dabei seine ganze Familie. Anscheinend hat auch Sophie genau so wie George vergessbare Superkräfte und setzt sie bei George an. Seitdem ist er nicht mehr verliebt in Sophie und kennt sie nicht mehr. Weil ihr Plan schiefging, das Gebäude von Dr. King in die Luft zu sprengen, wurde sie am Ende von ihrer Auftragsgeberin in die Luft gesprengt. Die Auftragsgeberin erfuhr von Winnecks Kräften und hat ihn nun in ihr Team geholt, da ihre vorherige Angestellte von ihr ermordet wurde. |                                |                             |                      |                                       |
| 18 | Die Jagd beginnt               | No Ordinary Animal          | 22. März 2011        | 1. Feb. 2012                          |
| Der neue Superschurke wollte Katie töten, weil er nur Supermenschen tötet. Doch Katie weiß bis dahin noch nichts von ihren neu entdeckten Fähigkeiten. Sie kann Dinge weg fliegen und näher kommen lassen wie Joshua. Sie kann ihre Kräfte jedoch noch nicht ausreichend einsetzen wenn sie es möchte. Lucas Winneck, so heißt der neue Superschurke, wird in der Folge von Familie Powell gesucht. Doch vorher beschützen sie ihre Familie. Stephanie wird tödlich verletzt, sie muss von Dr. King verarztet werden. Jim klärt Dr. King auf, er solle aufhören mit seinen Spielchen und jetzt kennt Dr. King fast die letzte Formel zum unsterblichen Superhelden ohne weitere Injektionen. Katie ist schwanger von Joshua, deswegen erhielt sie auch Superkräfte. Außerdem hat nun Stephanie durch die Injektion von Dr. King eine weitere Superkraft: Sie kann in die Zukunft 'laufen'. |                                |                             |                      |                                       |
| 19 | Zukunftsmusik                  | No Ordinary Future          | 26. März 2011        | 8. Feb. 2012                          |
| Es ist eine Fortsetzung zur Folge Nummer 18. Stephanie sieht massenweise Polizeiwagen und Polizisten vor ihrem Haus. Was ist da passiert? Sie ist in die Zukunft gereist. Der Polizeidirektor Kodero feiert seine Verabschiedungsfeier. Als sie gerade endet, wird er erschossen. Viktoria, die Gestaltwandlerin aus Folge 15, wird wieder zum Leben erweckt. Steff geht weiterhin in die Zukunft, was dort passiert, geschieht in der Realität schon in zwei Tagen. In der Zukunft sucht die Regierung die gesamte Familie Powell. Mittlerweile ist es so, dass der Vorfall heute passiert, weswegen die Familie mit ihren Kräften auffliegt. Jim und George untersuchen weiterhin Koderos Fall und kommen dahinter, dass ein wütender Cop ihn umgebracht haben soll. Stephanie reist nun genau in die Zukunft, wo der Vorfall sich ereignet. Bei dem Vorfall findet gerade die Trauerfeier von Polizeidirektor Kodero statt. Dort ist Jim, aber auch Daphne aufzufinden, weil ihr Freund Chris zu dem Zeitpunkt dort einen Auftrag hat. Der wütende Cop will gerade George umbringen, er sitzt in einem Auto mit einer Waffe. Jim läuft zu dem Auto vor laufenden Kameras und schleudert es durch die Luft. In der Realität umgeht Jim den Kameramann und setzt den Cop außer Kraft. Doch dieser hatte einen Komplizen der im Publikum stand. Er wollte George dann töten, doch Daphne untersetzt ihn einer Gehirnwäsche und der Komplize gibt Daphne die Pistole. Die Familie verlangt, dass Daphne ihre Vergessenskraft an Chris einsetzt. Er hat aber nicht nur seine Kräfte vergessen, sondern die ganze Beziehung. Außerdem ist der Lehrer von JJ nicht auffindbar. Das Baby von Katie soll auch Superkräfte in der Schwangerschaftsphase entwickeln. Die Auftraggeberin will das Baby und die Gestaltwandlerin soll es ihr bringen. |                                |                             |                      |                                       |
| 20 | Auf Leben und Tod              | No Ordinary Beginning       | 5. Apr. 2011         | 8. Feb. 2012                          |
| Mr. Litchfield ist ermordet worden durch einen Stromschlag. Auch bei Familie Powell gibt es einen Stromausfall. JJ will diesen beheben, doch ist er bei einem Superschurken gefangen genommen, der Stromschläge an Menschen verursacht. Dr. King wurde übrigens gefeuert von der Auftragsgeberin. George kam wieder zurück zu Katie, die schwanger ist. Sie reden über ihre Beziehung und das bevorstehende Kind. Man erfährt, dass Dr. King ohne Tresetum sterben wird und Steff rettet ihren damaligen Vorgesetzten, um herauszufinden, was mit ihrem Sohn ist. Dr. King ist an Krebs erkrankt und braucht regelmäßig das Serum, um dem Tod zu entkommen. JJ ist von der Auftragsgeberin aufgefordert worden, die letzte Formel herauszufinden für die dauerhafte Superkraft. Er steckt mit George zusammen in einem Raum fest. Doch George ist gerade bei Katie oder doch nicht? Nein, denn die Gestaltwandlerin hat George nachgemacht und kümmert sich nun um Katie, weil sie das Baby haben will. George erklärt JJ, wie die Familie Superkräfte bekam. Am Tag des Absturzes flog die Familie mit einem Flugzeug von Global Tech das Tresetum an Bord hatte. Als der Absturz passierte, musste die Familie das Tresetum inhaliert haben. Dr. King rettet Familie Powell und Joshua aus dem 'Gefängnis’ der Auftragsgeberin. Als er Joshua befreit, erfährt man, dass Joshua der Sohn von Dr. King ist. Aber Dr. King liebt Steff immer noch und versucht Jim umzubringen, nachdem er ihn aus dem Gefängnis befreit hat. Die Auftragsgeberin verabreicht Jim ein Serum, damit ihn seine Kräfte verlassen. Dr. King schießt drei Mal auf Jim, er ist in Todesgefahr. Als Joshua seine Frau vor der Gestaltwandlerin retten will, platzt die Fruchtblase. Währenddessen erfährt Steff, dass Jim gestorben sei, doch dieser lebt. Stephanie erfährt von Dr. Kings Liebe zu ihr und Jim schmeißt ihn anschließend durch eine Wand. Doch Dr. King kann nicht sterben, er ist unsterblich. Es artet in einen Streit aus, denn nun hat Dr. King auch ein paar Superkräfte: Stärke, Schnelligkeit, Gedankenlesen und ein Superhirn, also alles was die Familie auch kann, nur noch viel besser. Stephanie spielt auf romantische Weise, doch das misslingt ihr. Dr. King versucht nun Stephanie umzubringen. JJ wirft ein Gegenmittel in Dr. Kings Auge. Der Krebs breitet sich durch Dr. Kings Körper aus, bis er nur noch eine Leiche ist. Katies Baby wird tot geboren, es hatte nicht genug Zeit. Nach einer kleinen Trauerphase macht es allerdings einen Atemzug und erwacht zum Leben. George ist derzeit bei einem Flugzeug, an dessen Bord 80 Superwesen dauerhafte Kräfte erhalten sollen. Um 20:17 Uhr verliert es an Höhe und stürzt in einen Stausee, Leichen werden jedoch nicht entdeckt. George ist auch an Bord, er und die 79 anderen Insassen haben nun Superkräfte. Die Regierung bittet Familie Powell um Hilfe, da die Regierung mittlerweile weiß, dass diese Familie nicht normal ist. |                                |                             |                      |                                       |

## Rezeption
Heather Havrilesky von Salon.com fügte No Ordinary Family zu ihrer Liste der neun neuen Fernsehserien im Jahr 2010 hinzu, die man nicht verpassen darf und gab ihr die Note „B“. Die Serie hat bei Metacritic ein Metascore von 65/100 basierend auf 28 Rezensionen. Bei TV.com hat die Serie ein Rating von 8,2/10 basierend auf 542 abgegebenen Stimmen und bei IMDb.com hat die Serie ein Rating von 7,6/10 basierend auf 1624 abgegebenen Stimmen.

“There’s lot of promise here, of drama, action, comedy, etc, all wrapped up in a family-friendly series.”

„Das verspricht eine Menge an Drama, Action, Comedy, etc., verpackt in einer familienfreundlichen Serie.“

“With believable chemistry together, Chiklis and Benz help create a solid TV couple and, let’s hope, no ordinary series.”

„Glaubhafte Chemie zwischen Chiklis und Benz hilft bei der Schaffung eines überzeugenden Fernsehehepaars und bringt uns hoffentlich keine normale Serie.“